# Shannon River (Ouse River)
Der Shannon River ist ein Fluss im Zentrum des australischen Bundesstaates Tasmanien.

## Geografie

### Flusslauf
Der etwas mehr als 68 Kilometer lange Shannon River entsteht im Great Lake in der Central Plateau Conservation Area. Von dort fließt er zunächst nach Süd-Südosten durch die Shannon Lagoon, dann entlang des Lake Highways (A5) und biegt südlich des Synnots Sugarloaf nach Südwesten ab. In der Ouse Forest Reserve mündet in den Ouse River.

### Nebenflüsse mit Mündungshöhen
Er hat folgende Nebenflüsse:
- Flagstaff Creek – 893 m
- Wihareja Creek – 881 m
- Ripple Creek – 854 m
- Blackburn Creek – 583 m
- Hunterston Rivulet – 510 m
- Synnots Creek – 455 m

### Durchflossene Seen
Er durchfließt folgende Seen/Stauseen/Wasserlöcher:
- Great Lake – 1.033 m
- Shannon Lagoon – 1.021 m